# Adelén
Adelén Rusillo Steen (mer känd som Adelén), född 4 november 1996 i Tønsberg (uppvuxen i Horten och Bailén), är en norsk popsångerska. Hon deltog i Norsk Melodi Grand Prix 2013 inför uttagningen till Eurovision Song Contest 2013 i Malmö med bidraget "Bombo" som slutade på en andraplats efter vinnaren Margaret Berger med "I Feed You My Love". Adelén var den yngsta deltagaren på sexton år i tävlingen. Hennes mamma är spansk och hennes pappa är norsk. Den 21 juni 2013 släpptes hennes andra singel "Baila Conmigo".

## Diskografi

### Singlar
- "Bombo" (2013[1])
- "Baila Conmigo" (2013[1]v)
- "Always On My Mind" (2014[1])
- "Olé" (2014[1])
- "Spell On Me" (2014[1])
- "Wild Like Me" (2016[1])
- "Go Home" (2017[1])
- "Big Bad Bitter" (2017[1])
- "What's Next" (2019[1])
- "Beat" (2019[1])

### Som gästartist
- "Worry" (Mileo med Adelén, 2017)